# Johann Heinrich Keller (1692-1765)
Pour les articles homonymes, voir Johann Heinrich Keller et Keller.
Johann Heinrich Keller, né en 1692 à Zurich et mort le 16 juillet 1765 à La Haye, est un peintre suisse.

## Biographie
Johann Heinrich Keller est né en 1692 à Zurich.
Fils de Johann Jakob Keller (1665-1747), il est d'abord apprenti sculpteur dans l'atelier de son père puis il décide de devenir peintre. Il fait un apprentissage de trois ans chez le paysagiste bâlois Andreas Holzmüller. Il poursuit ses études à Munich sous la direction de Nikolaus Gottfried Stuber puis est élève à l'académie Royale de Paris. En 1726 il s'établit à La Haye comme peintre décorateur et y fournit de nombreux travaux dans les habitations seigneuriales de la région. Keller est intéressant à étudier en raison de son style formé d'un mélange de David Teniers et de Watteau. On cite de lui au musée d'Amsterdam : Cinq enfants musiciens et Énée et Anchise ; à celui de Stuttgart : Orage en mer. Il a compté parmi ses élèves Dirk van der Aa.
Il est inhumé le 16 juillet 1765 à La Haye.